# Байтуль-Футух
Ба́йтуль-Футу́х (англ. Baitul Futuh от араб. بيت الفتوح‎ — «Дом побед») — мечеть в пригороде Лондона, Англия — самая большая в Западной Европе. Строительство завершено в 2003 году по цене приблизительно 5,5 миллионов фунтов стерлингов, все это пожертвовала Ахмадийская мусульманская община. Мечеть занимает площадь 5,2 акров (21000 м2) и полный комплекс может вместить до 10000 богомольцев. Он расположен в юго-западном пригороде Лондона Мордене, округ Мертона, примерно в 700 метрах от станции метро Морден.

## Открытие
Мирза Тахир Ахмад обратился с призывом о выделении средств на строительство на 24 февраля 1995 года, и земля была куплена 29 марта 1996 года. Первый камень был заложен 19 октября 1999 года Мирза Тахир Ахмадом, тогдашним главой Ахмадийской мусульманской общины. В церемонии приняли участие 2000 гостей, и открытые провёл нынешний глава Ахмадийской мусульманской общины, Мирза Масрур Ахмад, 3 октября 2003 года. До этого он провёл свою пятничную проповедь в мечети Фазл, а 3 октября 2003 года он провёл пятничную молитву в мечети Байтул Футух. В церемонии открытия приняли участие более 600 гостей. В числе присутствующих были верховные комиссары, заместитель верховных комиссаров, члены Европейского парламента, члены парламента, мэры районов Лондона, советники, преподаватели вузов, а также представители 17 стран.

### Сообщество
Многие религиозные мероприятия проводятся в мечети Байтул Футух. В дополнение к регулярным молитвам, её услуги включают в себя ежегодные симпозиумы мира, школьные туры, другие местные общественные мероприятия, а также «Ежегодная молодёжная конференция от партнерства Мертон». Также радио ББС провело 4 программы под названием «У вас есть вопросы?».

### Услуги
Мечеть Байтул Футух действовала как центр для стремления лояльности, свободы и мира", эти мероприятия проводятся, чтобы доказать, что ислам мирная религия, и ислам учит хорошо относится к немусульманам.
Симпозиум мира 2010 Ахмадийскаой мусульманской общины выбрал лорда Эрика Эйвбери, чтобы вручить ему первую премию за вклад в дело прав жизни человека.
Мечеть принимает более 10000 посетителей в год из школ, религиозных групп, организаций общественных услуг, благотворительных организаций, местного и центрального правительства и других групп.
В августе 2013 года, мечеть была местопровождением крупнейшего праздника Ид в Великобритании.

## Галерея

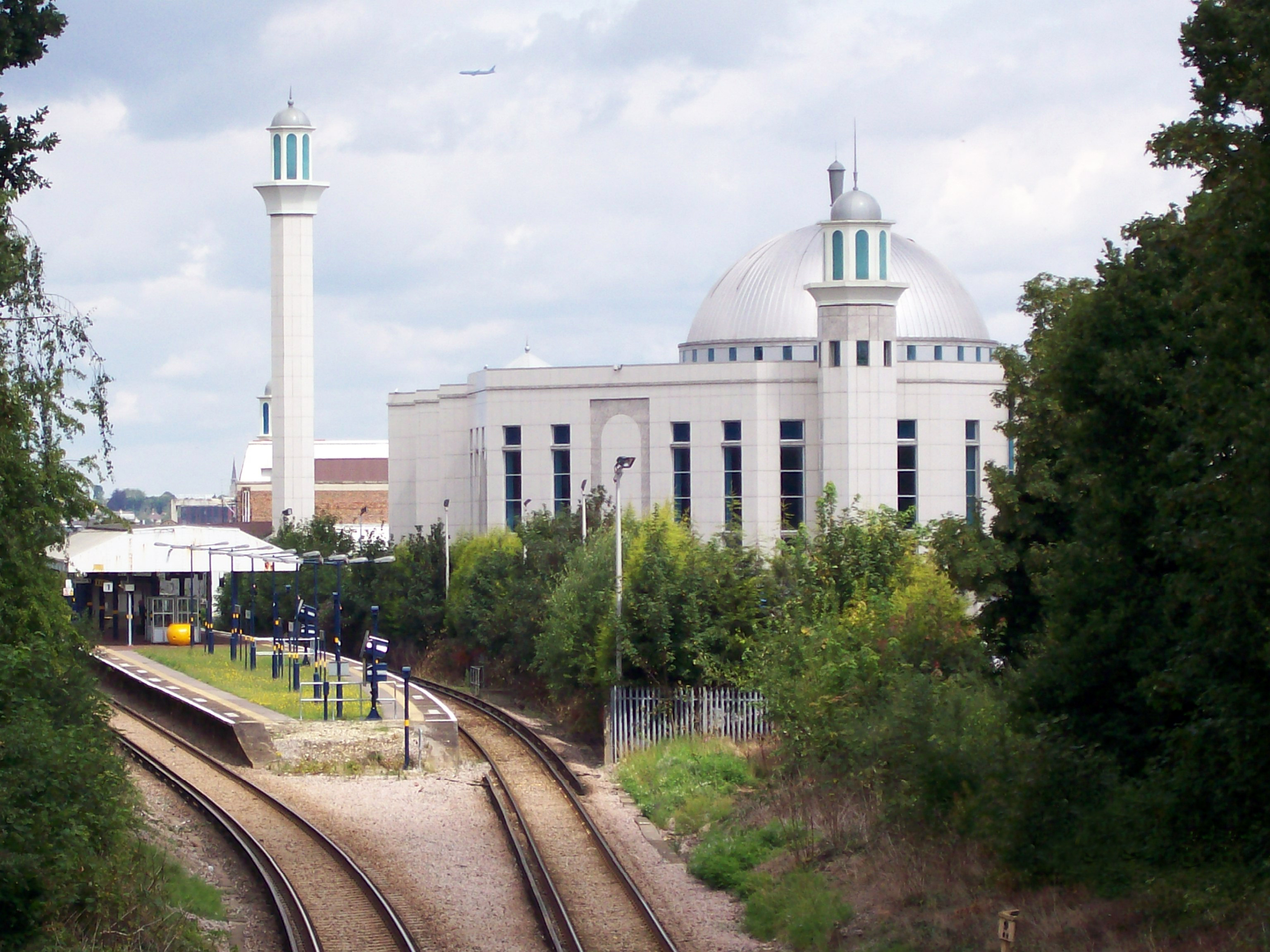
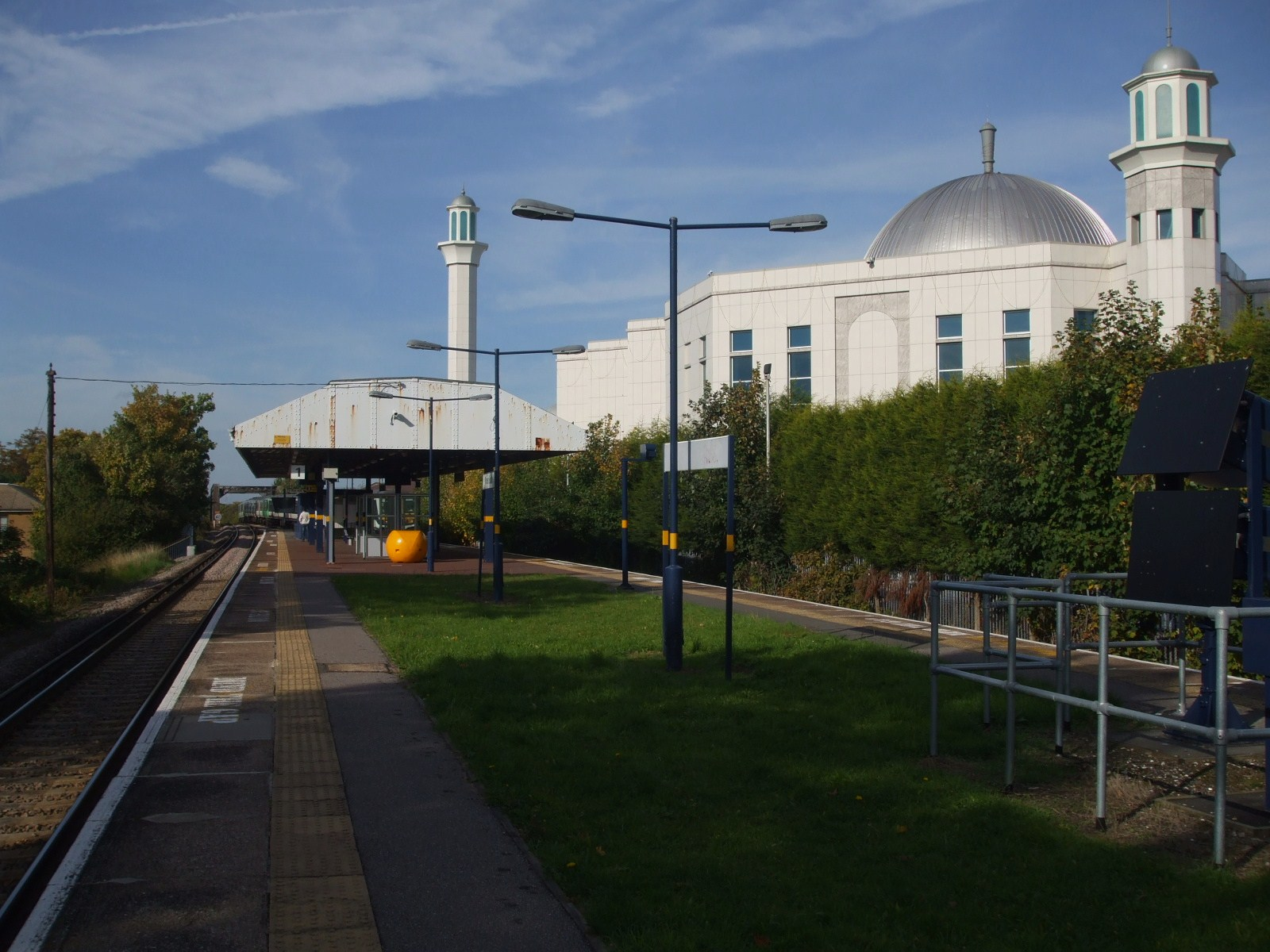
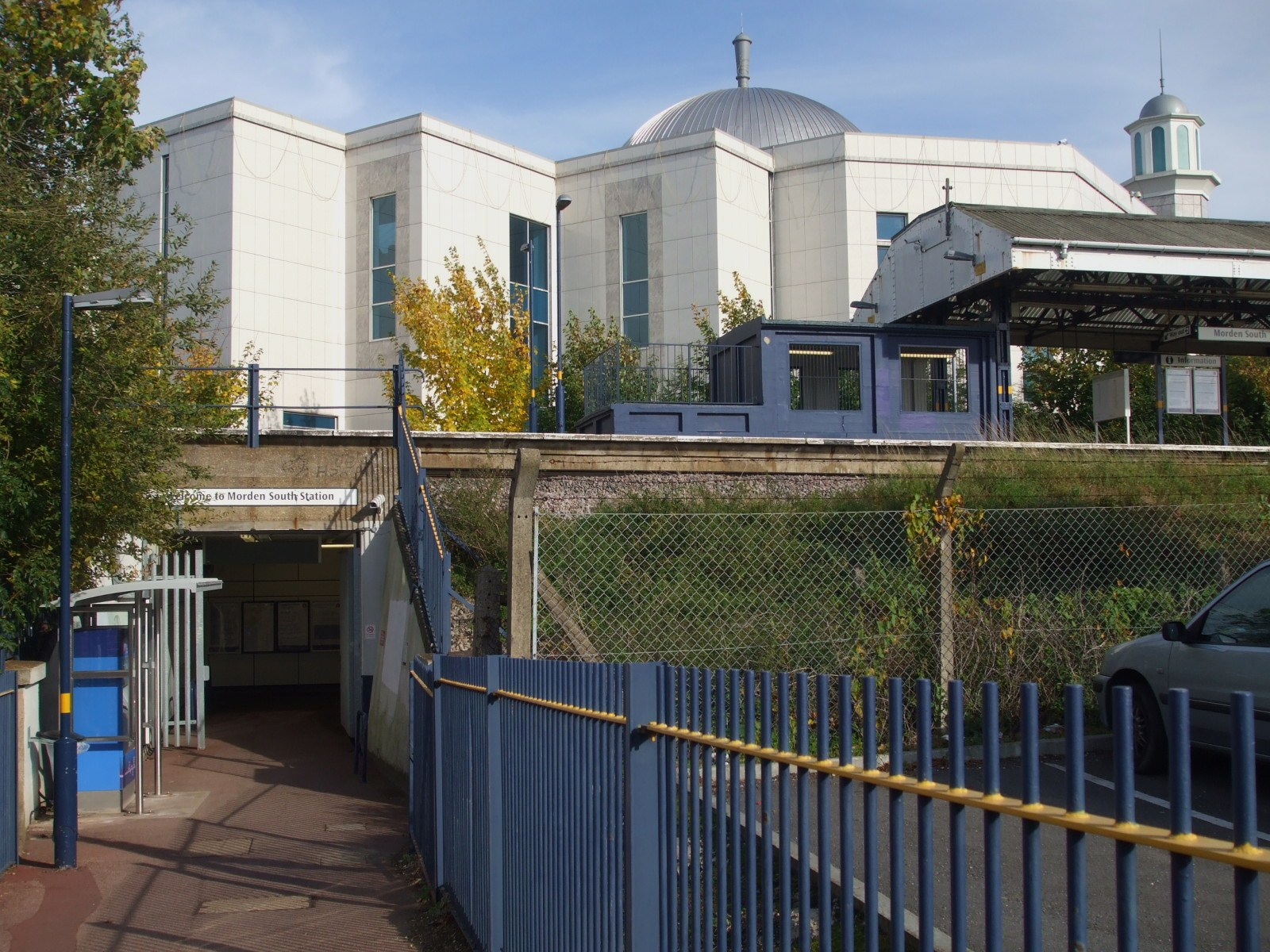
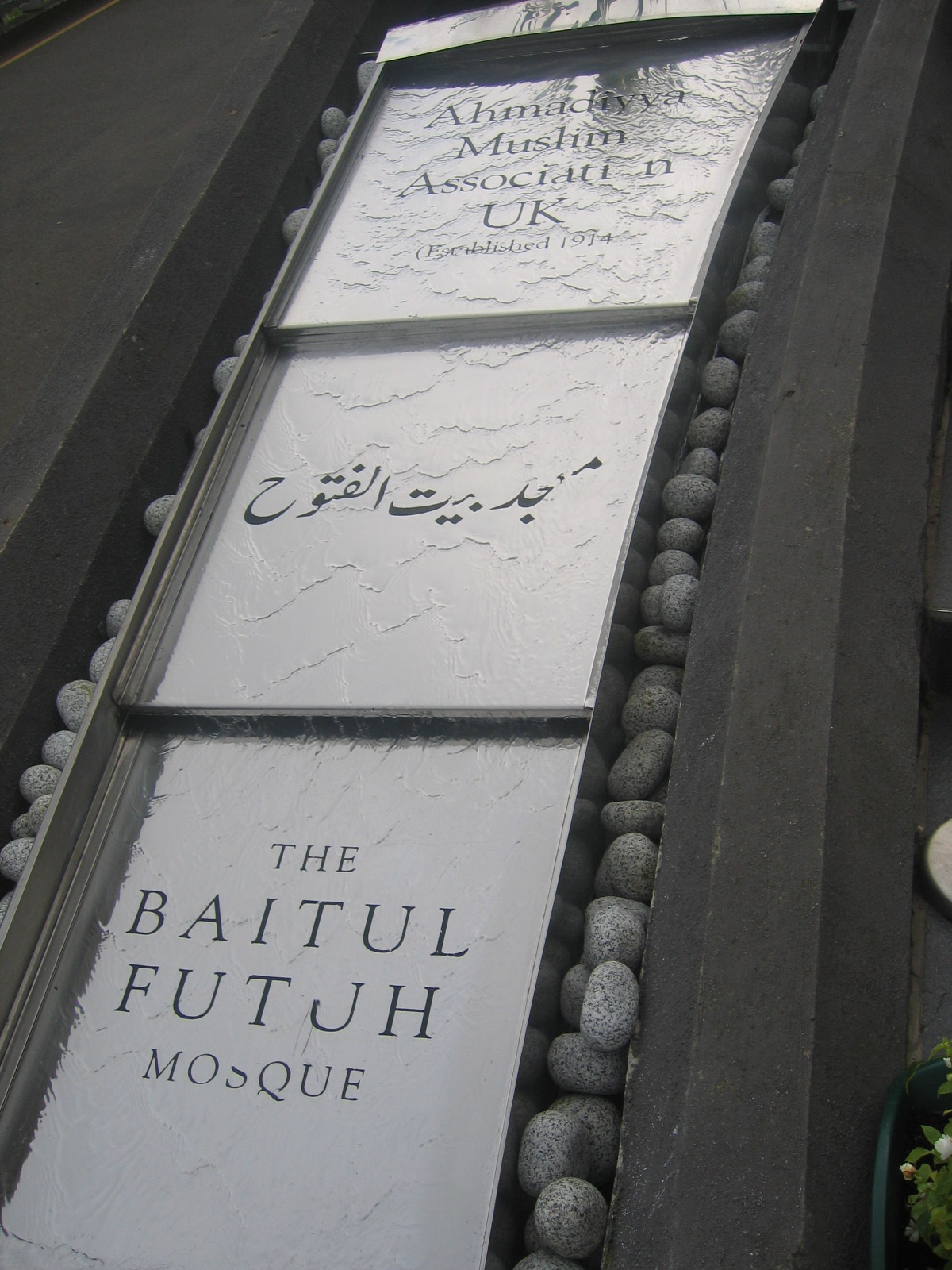
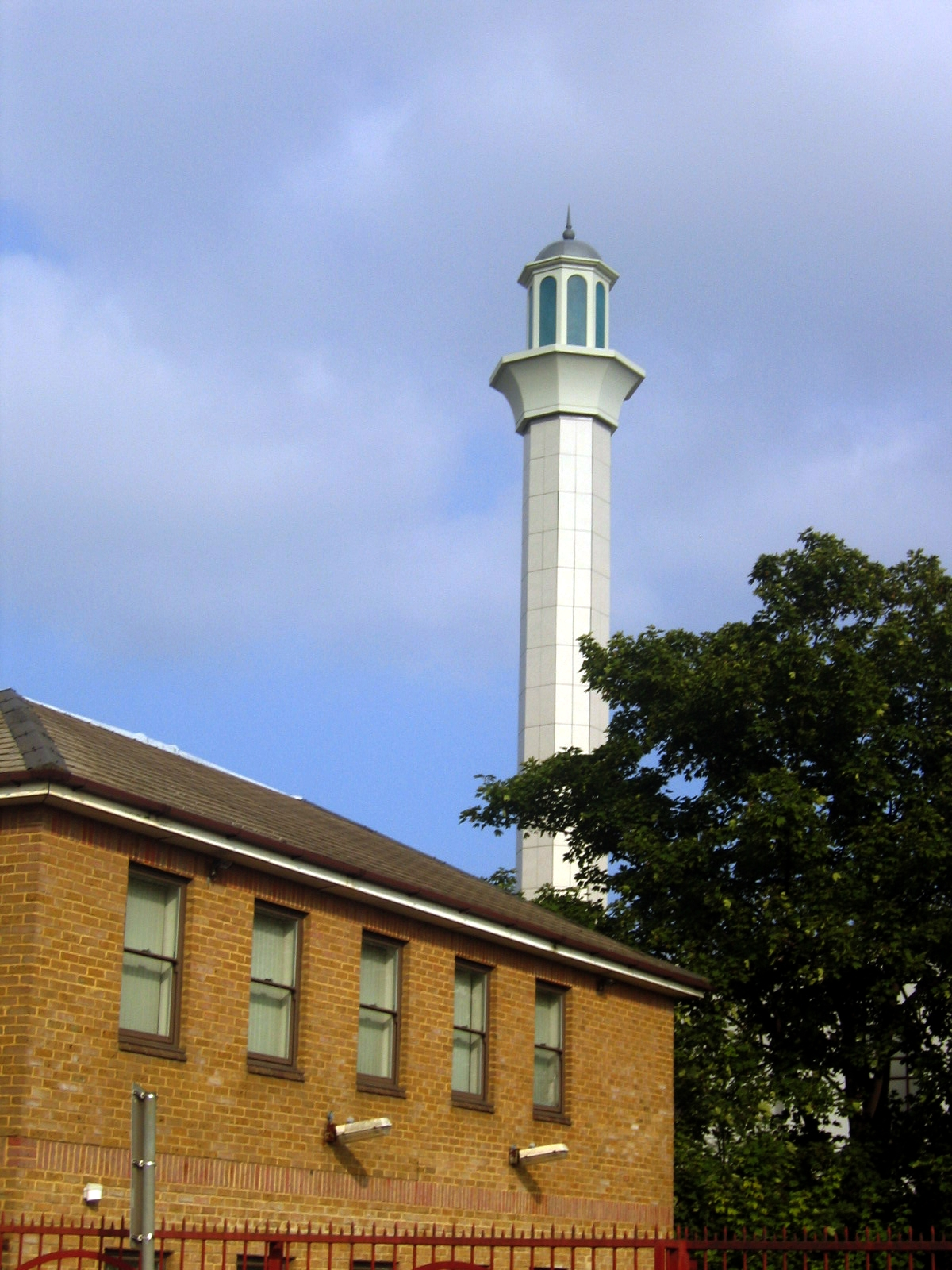
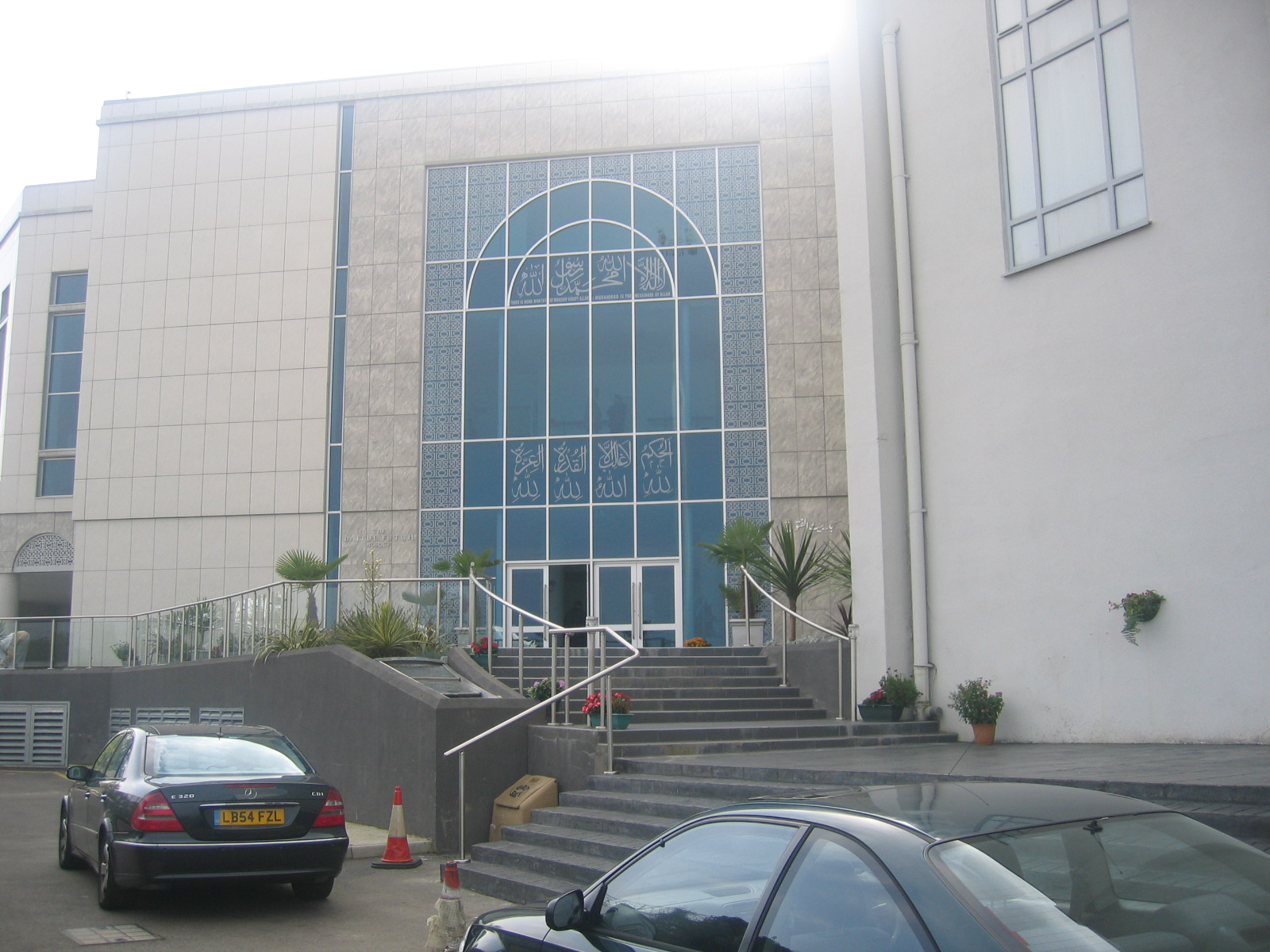
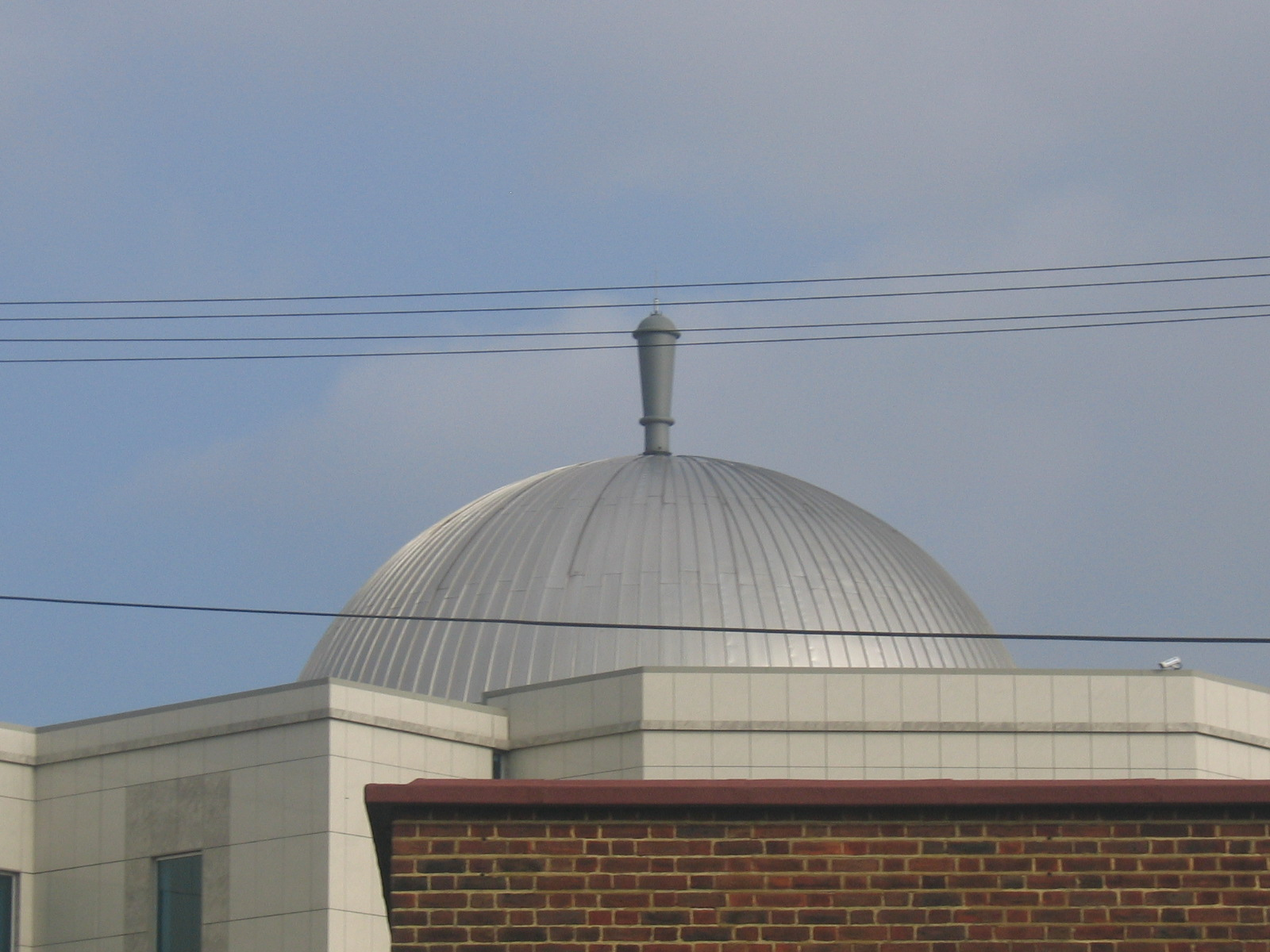
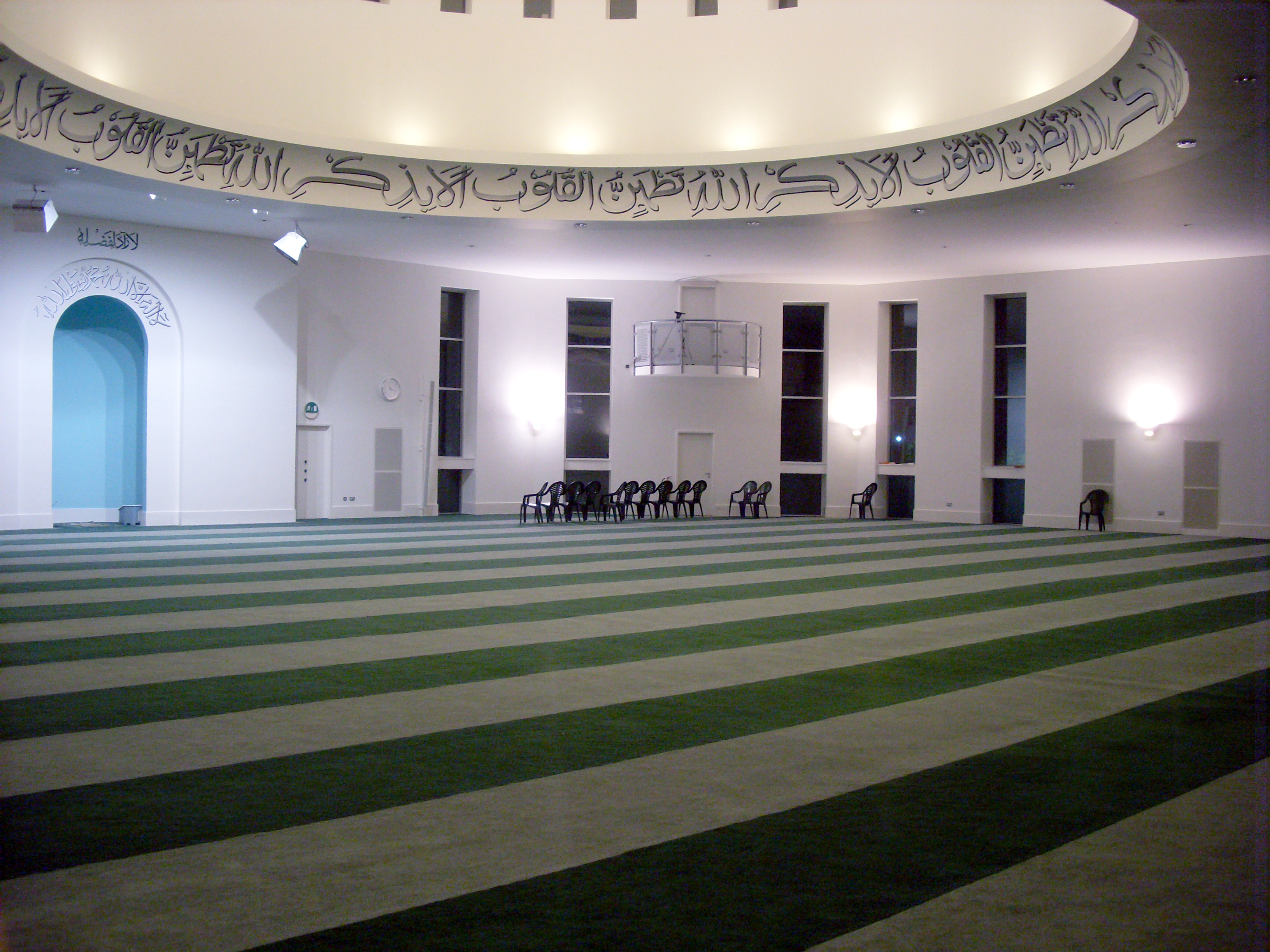